# 犬梭鲃
犬梭鲃（Luciobarbus esocinus）英文俗称Mangar 、The king barbus，是一种大型辐鳍鱼，属于鲤科梭鲃属，原产于伊朗、伊拉克、叙利亚和土耳其的两河流域。 
它是一种非常受欢迎的食用鱼，但由于过度捕捞和栖息地丧失，其数量减少，变得脆弱。它在古代就很有名，在公元前 1500 年至 1000 年就有插画，上面画着亚述的祭司或神祇穿着它的皮。